# San Javier (Uruguay)
San Javier è un comune dell'Uruguay, situato nel Dipartimento di Río Negro.